# Clon de GTA

Logo principal de la saga de GTA

Un clon de GTA (también llamado clon de Grand Theft Auto) es un polémico subgénero de los videojuegos de mundo abierto, de acción y aventura, caracterizados por su semejanza con la serie Grand Theft Auto  en cualquiera de sus modos de videojuego, o de sus diseños generales. En este tipo de videojuegos de mundo abierto, los jugadores pueden encontrar y usar una variedad de vehículos y armas mientras vagan libremente en un entorno de mundo abierto. El objetivo de los clones de Grand Theft Auto es completar una secuencia de misiones principales relacionadas con la conducción y los disparos, pero a menudo se agregan misiones secundarias y minijuegos para mejorar el valor de repetición y rejugabilidad. Las historias de los videojuegos en este subgénero típicamente tienen fuertes temas de crimen, violencia y sexo.
El subgénero tiene sus orígenes en los videojuegos de aventura, de acción de mundo abierto que se popularizaron en Europa (y en particular en el Reino Unido) a lo largo de los años 80 y 90. El lanzamiento de Grand Theft Auto (1997) marcó un gran éxito comercial para el diseño de videojuegos de final abierto en América del Norte, y presentó un tema de crimen más comercial. Pero fue la popularidad de su secuela en 3D Grand Theft Auto III. en el año 2001, lo que llevó a la propagación generalizada de un conjunto más específico de convenciones de videojuego coherentes con un subgénero. El subgénero ahora incluye muchos videojuegos de diferentes desarrolladores en todo el mundo donde el jugador puede controlar una amplia gama de vehículos y armas. El subgénero ha evolucionado con mayores niveles de detalle ambiental y comportamientos más realistas.
Como el uso del término "clon" a menudo tiene una connotación negativa, los revisores han propuesto otros nombres para el subgénero. Sin embargo, los nombres como "juegos de sandbox" se aplican a una gama más amplia de videojuegos que no comparten características clave de la serie Grand Theft Auto.

## Definición
Un clon de Grand Theft Auto es un videojuego que se inscribe dentro del género popularizado por el título del año 2001 de Grand Theft Auto III, donde los jugadores tienen la capacidad de conducir cualquier vehículo o disparar cualquier arma mientras exploran un mundo abierto con grandes números de PNJ. Estos videojuegos a veces se tratan como un videojuego de acción y aventura en 3D, o un videojuego de disparos en tercera persona. Son conocidos por llevar con frecuencia temas violentos o crímenes fuertes y elementos de sexo solo para adultos, aunque excepciones como American McGee Presents: Scrapland Han copiado su videojuego y estructura con una calificación para adolescente.

### Otra terminología
Llamar a un videojuego un "clon de Grand Theft Auto" a veces se considera injusto o insultante. Esto se debe a que los revisores a veces usan este término para sugerir que el "clon" es una mera imitación, que comúnmente ocurre en la industria de los videojuegos, diseñada con el único propósito de sacar provecho del éxito de la serie Grand Theft Auto. Sin embargo, este término también se puede usar como una descripción neutral de un videojuego, que puede ir de bueno a malo. Los revisores han usado "Clon de Grand Theft Auto" para describir videojuegos que se basan en sus propios méritos, y no necesariamente descartan a toda la clase de videojuegos como meros imitadores.
Los videojuegos de este tipo a veces se definen bajo la terminología más amplia de "juegos de mundo abierto" o "juegos de sandbox". Sin embargo, muchos videojuegos anteriores a Grand Theft Auto III, como Metroid de 1986, también se denominan videojuegos de mundo abierto. Conflictivamente, los videojuegos como Grand Theft Auto III y Body Harvest se acreditan con la invención de este género más de una década después. Además, los revisores han declarado que este género no incluye todos los videojuegos con un mundo explorable libremente y que este género es mucho más específico, excluyendo así los títulos de libre circulación Spider-Man 2 y The Incredible Hulk: Ultimate Destruction de esta clase de videojuegos. La terminología es inconsistente, a veces incluye cualquier videojuego con diseño de nivel abierto, mientras que otras veces se enfocan en un género específico creado a finales de siglo.
Sin clasificaciones claras para describir el género popularizado por Grand Theft Auto, los revisores han creado varios nombres alternativos para este género. Algunos revisores se han centrado en los temas y el contenido criminal generalizados en el género, utilizando terminología como "videojuegos de crimen", "videojuegos de acción basados en el crimen", y lo que CNN llamó el "género gangsta". Otros periodistas han enfatizado el videojuego al describir el género como "videojuegos de aventuras de acción de itinerancia libre", "videojuegos de conducir y disparar", o "híbridos de acción de conducir".

## Diseño del videojuego

### Conducir y disparar
Los clones de Grand Theft Auto ofrecen a los jugadores la capacidad de robar y conducir una serie de vehículos. Los videojuegos han incluido todo tipo de vehículos, como automóviles, helicópteros, botes, motos acuáticas, aviones de ala fija y vehículos militares. Los revisores han comparado estos videojuegos según la cantidad de vehículos que ofrecen, con una mayor elección que resulta en mejores revisiones. Los jugadores también pueden usar vehículos como armas, ya sea conduciendo contra enemigos o dañando el vehículo hasta que explote. Algunos videojuegos permiten que los vehículos realicen acrobacias. Los videojuegos en el género incorporan así elementos de videojuegos de simulación de conducción. Algunos videojuegos incluso permiten a los jugadores personalizar sus vehículos.
Los jugadores pueden participar en el combate usando una variedad de armas dependiendo de la configuración del videojuego, como armas de asalto, rifles de francotirador, explosivos, lanzadores de cohetes y armas cuerpo a cuerpo de corto alcance. Como tal, varios revisores han declarado que los videojuegos en este género son, en parte, tiradores en tercera persona. Los jugadores pueden encontrar armas dispersas en todo el mundo del videojuego, y pueden comprar armas en tiendas o tomarlas de enemigos muertos. Prácticamente cualquiera en el mundo del videojuego puede ser atacado por el jugador. En muchos videojuegos, el comportamiento violento excesivo provocará una reacción de las autoridades policiales, a quienes el jugador puede optar por luchar o evadir. Los jugadores también deben mantener un registro de su salud y municiones para tener éxito en el combate.
Estos videojuegos han empleado una variedad de mecanismos de puntería, como apuntar de apariencia libre o un botón de "bloqueo". Varios videojuegos han sido criticados por controles difíciles u onerosos cuando se trata de disparos, y, por lo tanto, los diseñadores de videojuegos han tratado de refinar los controles de puntería y tiro en estos videojuegos.

### Mundo abierto y misiones
Los clones de Grand Theft Auto permiten a los jugadores explorar libremente el mundo del videojuego, que normalmente está a la escala de una ciudad entera. Algunos videojuegos basan su diseño de nivel en ciudades del mundo real, como Londres, Nueva York y Los Ángeles. Los jugadores generalmente pueden navegar en vehículo o a pie. Algunos videojuegos ponen mayor énfasis en saltar, escalar, e incluso nadar. Explorar el mundo no solo es necesario para completar los objetivos, sino también para obtener objetos, armas y vehículos valiosos. Diferentes partes del mundo del videojuego pueden ser controladas por diferentes facciones enemigas, que intentarán detener al jugador de varias maneras. Sin embargo, los videojuegos más recientes en este género permiten a los jugadores adquirir su propio territorio. La libertad de navegar en un videojuego de mundo enorme puede ser abrumadora o confusa para los nuevos jugadores. Los diseñadores de videojuegos han creado una variedad de ayudas a la navegación para resolver este problema. Una característica de mini mapa es común, mientras que Saints Row y Grand Theft Auto IV van tan lejos como para ofrecer un Servicio de GPS. Los videojuegos sin estas herramientas de navegación a veces son criticados como confusos.
La libertad de los jugadores para explorar puede ser limitada hasta que completen ciertos objetivos y avancen la trama del videojuego. Los jugadores deben visitar lugares específicos y completar misiones específicas para ganar el videojuego, como correr, seguir, transportar, robar, traficar, disparar, asesinar y conducir a puntos de control específicos. Puede haber varias formas de completar estas misiones, ya que el entorno del videojuego está diseñado para facilitar opciones y atajos, experimentación y formas creativas de matar a los enemigos. Completar una misión principal desbloqueará más misiones y avanzará la historia, y si el jugador falla una misión, podrá reanudar el videojuego desde antes de que comience la misión. Además, estos videojuegos suelen ofrecer misiones secundarias opcionales, que permiten a los jugadores obtener otras recompensas. Estas misiones secundarias mejoran el valor de repetición del videojuego. Estos videojuegos también son conocidos por incorporar numerosos minijuegos en el mundo del videojuego, como las carreras de circuito. En última instancia, esto le permite al jugador seguir o ignorar la historia del videojuego cuando lo considere oportuno.

## Historia

### Origen

GTA III es ampliamente considerado el Grand Theft Auto que sirvió de base para todos los clones de GTA

El mundo abierto, los videojuegos de acción y aventura en 3D existieron durante años antes del lanzamiento de cualquier videojuego similar del desarrollador escocés DMA Design. Mercenary (1985) ha sido descrito como un antepasado importante de la serie Grand Theft Auto, porque presentaba un mundo abierto que el jugador podía explorar libremente. The Terminator, lanzado en 1990, fue un videojuego de mundo abierto y libre que configuró su acción en una ciudad moderna que se extendió por millas, e incluía la capacidad de disparar a civiles y robar autos. Este videojuego también fue uno de los primeros videojuegos desarrollados en los Estados Unidos en presentar estos elementos.
Hunter (1991) ha sido descrito como el primer videojuego de sandbox con gráficos en tercera persona en 3D, lo que lo convierte en un precursor importante de la técnica de la serie Grand Theft Auto. El videojuego consistía en un gran mundo abierto en el que existían numerosas posibilidades para completar diferentes misiones. El personaje podría viajar a pie, o robar diferentes vehículos como autos, tanques o incluso bicicletas, botes, helicópteros y aerodeslizadores. Además, Hunter también tenía muchas características únicas, como la iluminación diurna y nocturna, el modelado de combustible, un libro de registro, las unidades de observación aérea, las trampas de los tanques, las minas terrestres y las baterías de cohetes controladas por computadora y las pistolas de rastreo. También era posible montar en bicicleta, nadar, hacer surfeo o incluso hacer un salto en paracaídas desde un helicóptero.
DMA Design comenzó a perseguir el diseño de videojuegos de mundo abierto con el primer Grand Theft Auto, que permitió a los jugadores apropiarse de varios automóviles y disparar varias armas dentro de una estructura basada en misiones. A diferencia de los videojuegos posteriores de la serie, y de hecho muchas influencias anteriores, los dos primeros videojuegos de GTA fueron en 2D. En 1998, DMA trasladó muchos de estos conceptos de diseño a un mundo en 3D, con Body Harvest, un videojuego de Nintendo 64 desarrollado por DMA Design (que finalmente se convirtió en Rockstar North cuando fue adquirido por Rockstar Games). Este título presentaba un mundo abierto con misiones no lineales y misiones secundarias, así como la capacidad de comandar y conducir una variedad de vehículos. Como tal, se le ha llamado retroactivamente "GTA en el espacio" (a pesar del hecho de que la mayor parte del videojuego tiene lugar en varias configuraciones en la Tierra), y se le atribuye la posibilidad de hacer posible Grand Theft Auto III . Dan Houser también ha citado los videojuegos 3D de Mario y Zelda en la Nintendo 64 como influencias principales.
Grand Theft Auto III tomó la base de videojuego de los dos primeros videojuegos de Grand Theft Auto y la expandió a un mundo en 3D, y ofreció una variedad sin precedentes de minijuegos y misiones secundarias. El título fue un éxito comercial mucho mayor que sus precursores directos, y su influencia fue profunda. Como tal, a Grand Theft Auto III se le atribuye la popularización de este género, y en gran medida la invención. Su lanzamiento a veces se trata como un evento revolucionario en la historia de los videojuegos, al igual que el lanzamiento de Doom casi una década antes. GamePro lo llamó el videojuego más importante de todos los tiempos y afirmó que todos los géneros fueron influenciados para repensar su diseño de nivel convencional. IGN también lo elogió como uno de los diez videojuegos más influyentes de todos los tiempos. Los videojuegos subsiguientes que siguen esta fórmula de conducir y disparar en un nivel de itinerancia libre se han llamado clones de Grand Theft Auto.
Sin embargo, otros críticos compararon Grand Theft Auto III con La leyenda de Zelda y Metroid, así como Shenmue en particular, y notaron cómo GTA III había combinado elementos de anteriores videojuegos y los fusionaron en una nueva experiencia inmersiva. Por ejemplo, las estaciones de radio se habían implementado anteriormente en videojuegos como Sega's Out Run (1986) y Maxis ' SimCopter (1996), las misiones abiertas basadas en operar un taxi en un entorno de sandbox eran la base para los Locos de Sega Taxi (1999), la capacidad de matar a personajes no jugadores se remonta a los videojuegos de rol de acción como Hydlide II (1985), y Final Fantasy Adventure (1991), y la forma en que los jugadores atropellar a los peatones y ser perseguidos por la policía ha sido comparado con Pac-Man (1980).

### Historia reciente

Grand Theft Auto San Andreas es conocido por ser el GTA con más modificaciones en la historia, para desarrollar clones con su propio código

Rockstar North desarrolló Grand Theft Auto: Vice City en el año 2002, que expandió notablemente el concepto de mundo abierto al permitir a los jugadores explorar el interior de más de sesenta edificios. El videojuego incluía una banda sonora ampliada y el talento de voz de varios actores de Hollywood, incluido Ray Liotta Tommy Vercetti. Esto estableció un nuevo estándar para el género, haciendo del talento de estudio un requisito previo para el éxito. Otros desarrolladores de videojuegos entraron al campo ese año, con lanzamientos como The Getaway. Los Simpson: Hit & Run en 2003 aplicaron el concepto a un mundo de dibujos animados, mientras que True Crime: Streets of LA invirtió en la Fórmula de Grand Theft Auto al poner al jugador en el papel de un oficial de policía. Algunos revisores comenzaron a advertir a los padres sobre el creciente número de videojuegos en este género, debido a los temas violentos destinados a audiencias maduras.
En última instancia, los desarrolladores rivales no pudieron igualar la recepción de la serie Grand Theft Auto. Rockstar North lanzó Grand Theft Auto: San Andreas en el año 2004, que presentaba un mundo abierto en la escala de tres ciudades distintas. El videojuego también permitía a los jugadores personalizar el personaje del jugador y los vehículos, así como competir por el terreno luchando con pandillas rivales. El éxito continuo de la serie Grand Theft Auto condujo a escisiones exitosas, incluyendo Grand Theft Auto: Liberty City Stories en el año 2005, Grand Theft Auto: Vice City Stories en el año 2006, y el Grand Theft Auto Advance en 2D Para la consola de videojuegos portátil Game Boy Advance. Un análisis de mercado a principios de 2006 encontró que los nuevos videojuegos en este género tendrían más dificultades que los nuevos videojuegos de disparos en primera persona o de carreras, y observó que los ingresos generales para este género disminuyen durante los períodos sin un nuevo videojuego de Grand Theft Auto. En 2006, los desarrolladores estaban produciendo menos partidos en este espacio, que se estima en la mitad del número visto en 2005. Clones de Grand Theft Auto para teléfonos móviles también fueron puestos en libertad por un número de desarrolladores, sobre todo los de Gameloft en la serie Gangstar, con su primera entrega Gangstar: Crime City en el año 2006.
Con la llegada de la séptima generación de consolas de videojuegos, los primeros clones de Grand Theft Auto de "próxima generación" se lanzaron en 2006, comenzando con Saints Row desde 2006 y Crackdown desde 2007, ambos introdujeron el multijugador en línea al género, una característica que tenía y ha sido solicitada por muchos aficionados. Crackdown atrajo la atención por haber sido creado por David Jones, el desarrollador del Grand Theft Auto original, y contó con la capacidad de desarrollar los superpoderes del personaje de jugador en un entorno semi-futurista. Mientras tanto, El Padrino: El videojuego y Scarface: The World Is Yours entró al mercado en 2006, e intentó aplicar la fórmula de Grand Theft Auto a las franquicias de películas populares. Aun así, los revisores continuaron midiendo estos videojuegos contra el estándar establecido por la serie Grand Theft Auto. Grand Theft Auto IV se lanzó en abril de 2008 y contó con un entorno amplio y detallado, redefiniendo el videojuego e incluso adoptó el sistema de navegación GPS que se ve en Saints Row. El videojuego rompió numerosos récords de ventas, incluyendo el récord del videojuego de venta más rápida en sus primeras 24 horas. Desde su inicio, este género ha evolucionado para incluir configuraciones más grandes, más misiones y una gama más amplia de vehículos. En 2010, Rockstar Games publicó Red Dead Redemption, un videojuego de temática vaquera de mundo abierto con mecánicas similares a las encontradas en GTA. En el día del lanzamiento de Grand Theft Auto V el 17 de septiembre de 2013, Volition lanzó un paquete de contenido descargable gratuito para Saints Row IV titulado "GATV",con notable similitud en los títulos abreviados para promover su videojuego debido a La confusión surgida en varias redes sociales.
Las variaciones de la fórmula Grand Theft Auto también se han aplicado a videojuegos dirigidos a niños y jóvenes, especialmente con Lego City Undercover, lanzado por primera vez en el año 2013 para Wii U con una versión remasterizada para Microsoft Windows, Nintendo Switch, PlayStation 4 y Xbox. Uno lanzado en el año 2017. Al igual que ocurre con los videojuegos de True Crime y más tarde de Sleeping Dogs, el videojuego se invierte en el rol y el jugador, y asume el papel de agente de policía que hace cumplir la ley, en lugar de un criminal, aunque el jugador debe hacerlo. cometer actos delictivos en algunas ocasiones para infiltrarse en pandillas delictivas.